# Chlorophorus annularoides
Chlorophorus annularoides är en skalbaggsart som beskrevs av Holzschuh 1983. Chlorophorus annularoides ingår i släktet Chlorophorus och familjen långhorningar.
Artens utbredningsområde är Nepal. Inga underarter finns listade i Catalogue of Life.